# Katie Sandwina
Katie Sandwina, ursprungligen  Katharina Brumbach, född 1884 i Wien, Österrike, var en amerikansk cirkusartist och stark dam. Hon är också känd under namnen The Lady Hercules och Sandwina the Suffragette.

## Biografi
Sandwinas föräldrar, Johanna och Philippe, var båda cirkusartister. Hon var näst äldst i en syskonskara på 15 barn, varav många deltog i cirkusshowerna. Redan då Sandwina var två år kunde hon stå på händer och var med i sin fars cirkusnummer. När Sandwina blev tonåring tyckte hennes far att de skulle låta publiken (kvinnor och män) utmana henne på brottning. Hon blev aldrig besegrad. Det var under en av dessa brottningsmatcher som hon skulle komma att träffa sin make, Max, som arbetade som akrobat.
Under tidigt 1900-tal lämnade Sandwina och Max Europa för USA. Sandwina ställde där upp i en tyngdlyftningstävling där hon mötte världens då starkaste man, Eugen Sandow, och vann då hon lyfte 136 kg över huvudet på raka armar. Det var efter detta som hon bytte namn från Brumbach till Sandwina.
I Iowa födde Sandwina 1909 en son som fick namnet Theodore. I pressen kallades han dock för ”Superbabyn”. Nio år senare, 1918, födde hon sin andra son, Alfred. 
Sandwina turnerade med cirkusen tills hon var 64 år. Då slog sig familjen ner i Queens, New York, och tillsammans med Max och Theodore öppnade Sandwina en restaurang.
År 1952 dog hon i cancer.

## Utseende och personlighet
Sandwina var normbrytande och fascinerade forskarna. Hon lät sig ofta vägas och mätas, emellanåt offentligt. Hon var 184 cm lång och vägde 85 kg. Hennes biceps, när spänd, mätte en omkrets på 44 cm. 
Hon beskrevs av press och bekanta som vacker och feminin. Den 8 juni 1912 publicerade tidningen National Police Gazette en helsida med ett foto på Sandwina som för utformad för att läsarna skulle kunna klippa ut det och rama in det. Det här var något de bara gjorde med kända idrottare och vackra kvinnor; Sandwina ansågs vara både och.

## Cirkusnummer
I slutet av 1800-talet och början av 1900-talet var det populärt med varietéföreställningar – det vill säga föreställningar som visade upp människor och djur med olika lyten eller speciella egenskaper som exempelvis skäggiga damer, kortvuxna, tatuerade och så vidare. Sandwina var en av sin tids mest kända strong woman, Stark Dam.
I sitt nummer jonglerade Sandwina bland annat med kanonkulor, böjde hästskor, och bröt sönder kedjor. Hon kastade upp ett 14 kg tungt klot i luften och fångade det på nacken. Hon balanserade en 14-sits karusell på sina axlar och hon lät sig spännas fast mellan fyra hästar och höll sedan emot när de drog.
Hon gjorde också väldigt många nummer med sin man, Max, som var akrobat, som rekvisita. Hon fortsatte med samma cirkusnummer även när hon var gravid, och i januari 1909 gick hon direkt från scenen till sjukhuset där hon födde sin son.

## Engagemang i suffragettrörelsen
Sandwina var engagerad i suffragettrörelsen och genom sin normbrytande styrka lyftes hon fram som en symbol för att ta ner patriarkatet. År 1912 blev hon vice ordförande i cirkuskompaniets suffragettrörelse. 